# 충주 미륵리 오층석탑
충주 미륵리 오층석탑(忠州 彌勒里 五層石塔)은 충청북도 충주시, 미륵대원지에 있는 고려 시대의 오층석탑이다. 1963년 1월 21일 대한민국의 보물 제95호로 지정되었다.

## 개요
이 곳에는 고려시대의 석불과 석굴이 만들어졌던 흔적이 남아 있고, 그 앞쪽에 석등과 더불어 이 석탑이 남아 있다.
기단 하부는 자연석에 가까운 네모난 돌로 특별하게 장식을 하지 않았으며, 그 위로 기단의 맨윗돌이 올려져있다. 탑신(塔身)은 1층 지붕돌이 2장일 뿐 몸돌이나 다른 지붕돌은 모두 1장의 돌로 되어 있다. 각 층의 몸돌에는 몸돌의 넓이에 비하여 좁은 기둥을 모서리에 새겼다. 지붕돌은 급격하게 좁아져 석탑 전체의 균형과 미관을 손상시키고 있다. 지붕 밑면의 받침은 5단이지만 추녀가 짧아서 6단인 것처럼 보인다. 처마는 수평이고 지붕돌의 경사는 매우 급한데 귀퉁이의 치켜올림은 거의 없는 편이다.
탑의 꼭대기에는 머리장식으로 노반(露盤:머리장식받침)과 복발(覆鉢:엎어놓은 그릇모양의 장식)이 남아 있는데, 노반은 6층 지붕돌로 보일 만큼 큼직하고, 복발은 반원 모양이다. 정상에는 머리장식의 중심을 지탱하기 위해 세운 긴 쇠꼬챙이모양의 찰간(擦竿)이 남아있다.
5단의 지붕돌 밑면받침과 직선의 처마는 신라시대 석탑의 양식을 따른 것인데, 지붕돌의 급경사와 형식적인 기둥새김 등으로 보아 고려시대에 세워진 탑으로 보인다.

## 같이 보기
- 충주 미륵대원지

## 참고 자료
- 충주 미륵리 오층석탑 - 국가유산청 국가유산포털